# Hiroko Tsuji
Hiroko Tsuji (辻 寛子 Tsuji Hiroko?) (nacido el 22 de marzo de 1986 en Toyama, Toyama, Japón) es una japonés cantante, compositor y músico.

## Carrera
El 28 de septiembre de 2014, Hiroko Tsuji realiza CID -. Baile de la Humanidad Congreso Japón en Tokio Disney Resort Ikspiari
El 14 de noviembre de, 2014 Hiroko Tsuji, con el compositor y músico internacional Kento Masuda de Milán, Italia.
El 6 de diciembre de 2014 Tsuji realiza a Asociación de los Caballeros de San Silvestre celebración de la Monumentalis Ecclesiae Sancti Silvestri Societas en Tivoli, Italia. 30 de mayo de, 2015, Tsuji recibió el título de Miss durante esta actuación, en reconocimiento por la Orden de San Silvestre, como una mujer que se ha destacado por su contribución a su talento musical y las obras de caridad.

El 8 de febrero de, Tsuji el año 2015 asistió a los prestigiosos 57.os premios Grammy en Los Ángeles, California.  Tsuji también se unió a "Somos uno" grabando en Los Ángeles, como el We Are The World Today. Producida por David Longoria, y más de 400 artistas que cantan juntos.
22 de marzo de, el año 2016 Hiroko Tsuji lanzó su primer álbum "Free Yourself", producido por Kento Masuda y el galardonado fabricante de la Florida Gary Vandy. “Free Yourself“ fue grabado en el estudio de auditoría Los registros Antonio Chindamo en Como, Italia. "Free Yourself" cuenta como Simone Tomassini y contiene un folleto de 20 páginas con imágenes pintorescas de la artista.
También recibió el reconocimiento mundial de los Global Music Awards y fue galardonada como ganadora con una medalla de plata para "Fly Away" vocalista femenina de logros destacados de su último lanzamiento "Free Yourself" (2016).

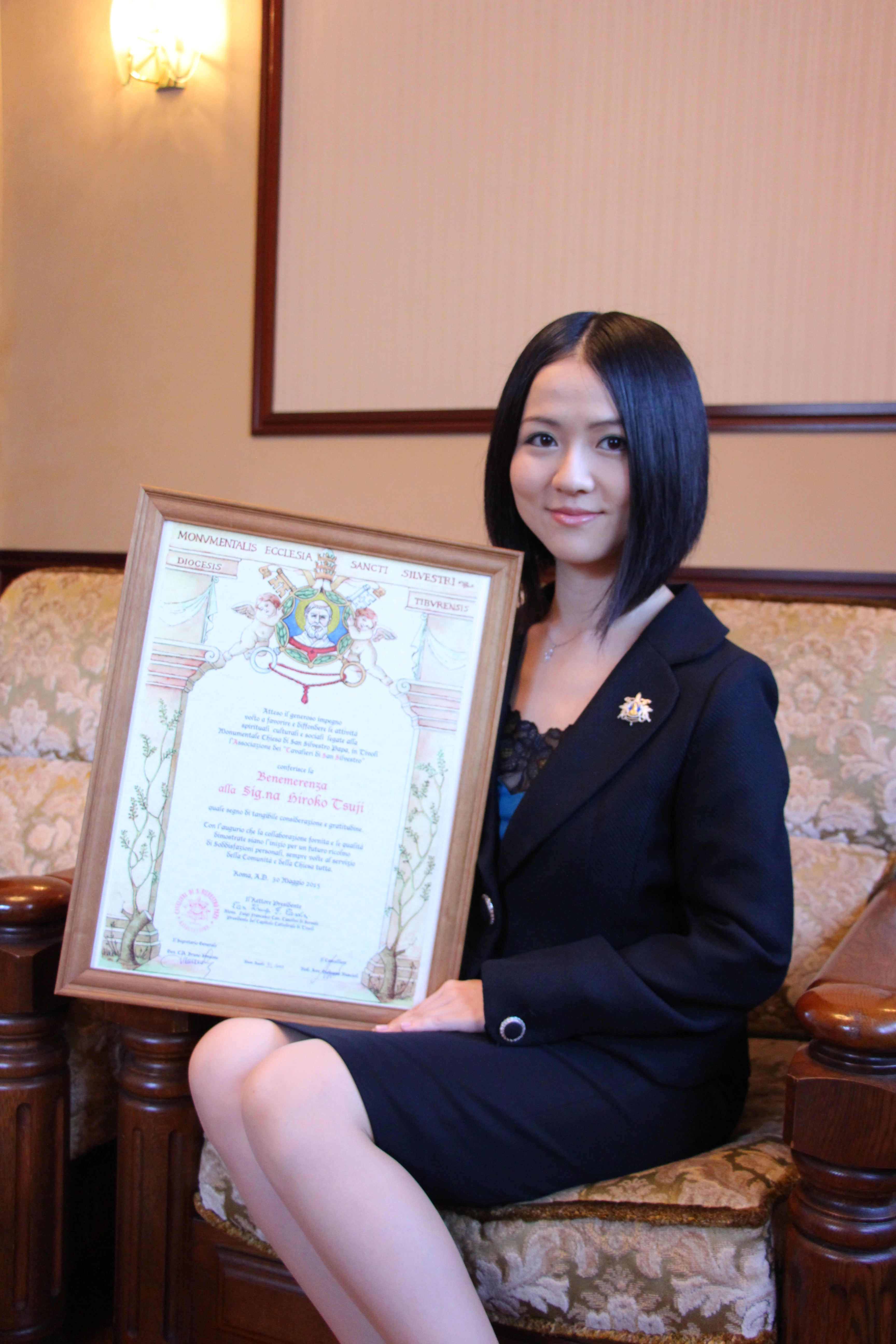
Hiroko Tsuji san galardón por Orden de San Silvestre

## Discografía

### Álbumes de estudio
|   | título        | fecha de lanzamiento |
| 1 | Free Yourself | 22 de mayo de 2016   |

## Premios y nominaciones
| año  | premio              | trabajo nominado | categoría      | resultado |
| ---- | ------------------- | ---------------- | -------------- | --------- |
| 2016 | Global Music Awards | "Fly Away"       | Vocal Femenino | Ganador   |

## Premios
Orden de San Silvestre de 2015